# Longstock
Longstock är en ort och civil parish i Storbritannien.   Den ligger i grevskapet Hampshire och riksdelen England, i den södra delen av landet, 100 km väster om huvudstaden London. Longstock ligger 44 meter över havet och antalet invånare är 451.
Terrängen runt Longstock är huvudsakligen platt. Longstock ligger nere i en dal. Runt Longstock är det ganska tätbefolkat, med 179 invånare per kvadratkilometer. Närmaste större samhälle är Winchester, 13,9 km sydost om Longstock. Trakten runt Longstock består till största delen av jordbruksmark.